# Don't Forget About Us
Singles de Mariah Carey
Get Your Number
(2005) So Lonely
(2006)
Don't Forget About Us est une chanson de l'artiste américaine Mariah Carey, écrite par Carey, Jermaine Dupri, Bryan Michael Cox et Johntà Austin. C'est le cinquième single de l'album The Emancipation of Mimi (2005). La chanson s'inspire du R&B et de la pop et raconte les émotions de la chanteuse après une séparation. Carey explique que le vrai sens de la chanson doit être interprété par les auditeurs mais elle divulgue quelques pistes publiquement.
La chanson reçoit généralement des critiques mitigées et est souvent comparée à We Belong Together. Plusieurs critiques trouvent que Carey ajoute une touche de créativité malgré les similarités entre elles tandis que d'autres apprécient son côté marketing. Don't Forget About Us est le dix-septième numéro un de la chanteuse aux États-Unis, qui devient l'une des artistes qui en collectent le plus en égalant Elvis Presley. La chanson est aussi numéro un en Belgique et Finlande et atteint le top 10 aux Pays-Bas.
Carey interprète la chanson lors de la 33e cérémonie des American Music Awards et durant la mi-temps du match entre les Lions de Détroit et les Falcons d'Atlanta. De plus, elle interprète la chanson lors de ses tournées The Adventures of Mimi Tour et Angels Advocate Tour. La chanson est accompagnée d'un clip qui présente deux trames différentes : l'une montre Carey à l'instant présent et l'autre expose des moments qu'elle a partagé avec son ex petit-ami qui continue à la hanter. Lors de la 49e cérémonie des Grammy Awards, qui se tiennent le 11 février 2007, Carey reçoit deux nominations pour Don't Forget About Us.

## Genèse et enregistrement
The Emancipation of Mimi, désigné comme le retour à la scène de Carey par les critiques, est l'album qui s'est le mieux vendu depuis Glitter et pousse Carey à retourner en studio dans le but d'écrire et produire de nouvelles chansons pour un nouvel opus. Durant une session avec Jermaine Dupri, Carey écrit Don't Forget About Us comme un éventuel single issu de son nouvel album, qui doit rappeler la musique de Mimi. Après avoir entendu l'ébauche de la chanson, L.A. Reid, président de Island Records, en est très satisfait. Il convainc Carey de continuer à écrire de nouvelles chansons, et de ré-éditer l'album, qui s'est déjà vendu à quatre millions d'exemplaires. Carey décide donc de ré-éditer The Emancipation of Mimi et est impatiente de montrer les nouvelles chansons qu'elle a écrites à ses fans au lieu d'attendre un nouvel album. Lors d'une interview avec MTV, Carey parle de la sortie immédiate de la chanson en single et de la ré-édition de l'album :

« Don't Forget About Us était une chanson que Jermaine [Dupri] et moi avions commencé à écrire et n'avions pas fini mais L.A. Reid l'a écoutée. Il a été emballé et a dit : « Nous devrions ré-éditer l'album ». J'ai été d'accord car nous cherchions ce que nous allions faire de la chanson sachant que nous l'aimions beaucoup et que nous n'avions pas envie d'attendre le prochain album pour l'envoyer à la radio,. »

Après avoir terminé la chanson, Carey annonce sur son site le 13 octobre 2005, qu'elle ré-éditera The Emancipation of Mimi. Elle ajoute qu'il y a quatre chansons en plus et qu'elles seraient accompagnées de la sortie du nouveau single, Don't Forget About Us. La chanson est alors le quatrième single international de The Emancipation of Mimi et le premier de la ré-édition intitulée Ultra Platinum Edition.

## Musique et paroles
Don't Forget About Us est une chanson de tempo lent d'environ trois minutes et 53 secondes qui s'inspire de la pop et du R&B. Écrite par Carey, Jermaine Dupri, Bryan Michael Cox et Johntà Austin, elle est produite sans le dernier et souvent comparée à We Belong Together. Selon Michael Paoletta de Billboard, la chanson a les mêmes tempo, paroles, instrumentation et production que cette dernière et Carey y exerce à peu près la même performance vocale. Selon la partition publiée par Musicnotes.com et éditée par Alfred Music Publishing, la chanson a une mesure en 4/4 et un tempo lent de 72 à la noire. L'armure de deux bémols à la clef indique que la tonalité principale de la chanson est si majeur, mais la chanson s'appuie principalement sur l'accord et la tonalité de mi bémol majeur. L'étendue vocale de Carey s'étend de Ré3 à Fa5. Le refrain de la chanson est construit sur une progression harmonique s'appuyant sur les accords de mi majeur et neuvième majeure, ré mineur et septième mineure, sol mineur et septième mineure.
Au niveau des paroles, la chanson décrit l'importance du « premier amour » et parle d'une personne qui demande à son petit ami « de ne pas les oublier ». Les critiques remarquent que les paroles vont à la fois à son petit ami et à ses souvenirs. Carey chante « Just let it die / With no goodbyes » et parle d'une liaison qui s'est à la longue détériorée et qu'elle a laissée partir. Les phrases « here's only one me and you / And how we used to shine / No matter what you go through / We are one, that's a fact / That you can't deny » montre que même s'ils ne sont pas restés longtemps ensemble, elle continue à se souvenir de cet amour, un amour qui était fort. Carey s'abstient de donner trop de détails sur le sens des paroles pour laisser aux fans la liberté d'interpréter la chanson de leur propre façon :

« Je n'essaie pas d'être trop explicite pour que les gens puissent appliquer les paroles dans leurs propres vies. Quand j'étais jeune et que j'écoutais la radio, je voulais entendre une chanson qui me rappelle une personne ou une situation, je voulais la relier avec ce moment. Et quand quelqu'un m'expliquait ou donnait un sens différent de ce que je pensais, cela ruinait mon interprétation. Donc j'essaie de laisser libre cours à l'imagination des gens. Cela évoque quelque chose de différent selon celui qui l'écoute à un moment précis. Don't Forget About Us devrait vous remémorer de bons souvenirs si vous êtes déprimés et que vous l'écoutez sans cesse. Je pense que c'est bien d'entendre de la musique dans laquelle vous pouvez vous projeter et c'est ce que beaucoup de gens m'ont dit pendant l'enregistrement. »

## Accueil

### Critique
Don't Forget About Us reçoit généralement de bonnes critiques même si beaucoup trouvent des similarités avec We Belong Together. Bill Lamb d'About.com donne la note de quatre étoiles sur cinq et complimente sa voix plus mature et plus grave : « Mariah est clairement en train de visiter un style plus mature et une gamme vocale plus grave que précédemment ». De plus, il ajoute que même s'il elle n'est pas aussi « bonne » que We Belong Together, elle est largement meilleure que le single précédent : Shake It Off. Michael Paoletta de Billboard la compare fortement à We Belong Together dans le tempo, les paroles, l'instrumentation et les intonations. Il ajoute que même si Don't Forget About Us n'est pas aussi « satisfaisante », il admet que Carey a ajouté une touche de créativité. Andre Meyer de CBC News trouve la chanson plus « puissante » que les autres chansons de Carey entre 2001 et 2005 et écrit : « Elle copie l'atmosphère R&B agité qui a rendu les Destiny Child célèbres ». Les critiques de The New Yorker et Music Week sont surpris par la chanson et la trouvent « belle » et « douce, ». Todd Martens de Los Angeles Times la compare avec Bye Bye et décrit sa mélodie comme une « vision fermée ». En 2007, Don't Forget About Us est nommée pour deux Grammy Awards, ceux de la « Meilleure performance vocale féminine R&B » et « Meilleure chanson R&B » mais ne gagne aucune de ces nominations.

### Commercial
Don't Forget About Us est le quatrième single de The Emancipation of Mimi (2005) et le premier de la réédition Ultra Platinum Edition. La chanson devient numéro un du Billboard Hot 100 pendant deux semaines. Don't Forget About Us devient son 17e numéro un et elle égale Elvis Presley qui avait le plus de numéros un (Carey le dépasse en 2008 avec Touch My Body). Actuellement, le seul artiste qui en a plus sont les Beatles. En effet, ils en ont eu vingt tout au long de leur carrière. Don't Forget About Us reste dans le top 40 pendant 18 semaines et arrive en pole position du Hot R&B/Hip-Hop Songs. La chanson est certifiée disque d'or par la Recording Industry Association of America (RIAA) pour la vente de 500 000 exemplaires.

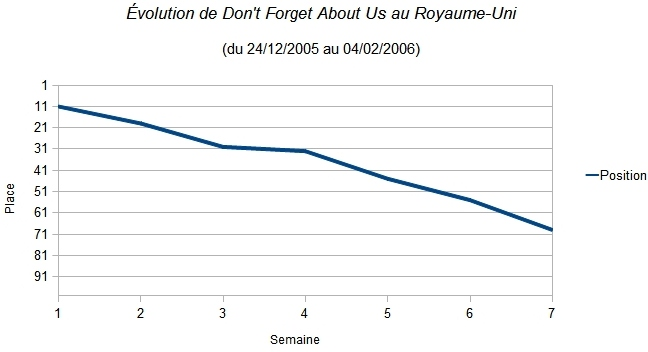
Évolution de Don't Forget About Us dans le hit-parade australien.

En dehors des États-Unis, la chanson a un succès modéré. En Australie, Don't Forget About Us entre à la douzième place du hit-parade le 18 décembre 2005. Lors de la deuxième semaine, elle se stabilise à cette position avant une longue redescente de onze semaines. Dans les hits-parades finnois et italien, Don't Forget About Us ne reste classée qu'une semaine en étant respectivement numéro un et onzième,. Dans les territoires wallon et flamand de la Belgique, la chanson est numéro deux et numéro un mais ressort du top 50 la semaine suivante,. Dans le hit-parade néerlandais, Don't Forget About Us débute à la 92e place le 2 février 2006. Ne passant qu'une semaine à la quatrième position, elle descend à la 32e place la semaine suivante. En Nouvelle-Zélande, elle arrive en douzième place et passe quatre semaines dans le classement. Le 26 février 2006, la chanson débute à la 19e place du hit-parade suisse et passe cinq semaines dans le classement. Dans le hit-parade britannique, le 12 décembre 2005, Don't Forget About Us débute à la onzième position.

## Clip

### Développement
Filmé à Los Angeles, le clip réunit Carey avec Paul Hunter, réalisateur du clip de Honey. Depuis sa sortie, Carey dit qu'il est l'un de ses favoris grâce à son décor varié et son côté fun. Elle explique qu'elle avait envie travailler une nouvelle fois avec Hunter et était ravie de tourner une nouvelle vidéo avec lui. Lors d'une interview avec MTV, Carey décrit ses impressions sur le clip et envers son réalisateur : « J'étais tellement ravie de travailler avec lui car depuis Honey, j'ai essayé de revivre ce moment. C'est plus qu'une beauté avec des connotations sentimentales mais c'était génial de travailler à nouveau avec Paul ». De plus, Carey et Hunter mettent plusieurs secrets pour les « vrais fans ». Suivant l'histoire d'un amour et d'une séparation, la vidéo montre deux trames différentes. La première montre Carey dans le présent tandis que la seconde montre les souvenirs d'une liaison (avec le top model Christian Monzon). Quand on lui parle d'une possible relation entre eux, elle répond : « Hum, comment devrions-nous interpréter cela ? OK, c'est un bel homme, il fait un très beau mannequin de Dolce & Gabbana – le voyez-vous ? Nous avons eu de belles conversations et, hum, nous avons passé un bon moment. OK, je dirai qu'il a joué un bon rôle dans le clip ». Après le tournage de la vidéo, elle est diffusée sur MTV et plusieurs chaînes le 1er novembre 2005. Carey imite Marilyn Monroe, l'une de ses icônes. Dans la piscine, elle exécute les mêmes gestes que cette dernière dans le film Something's Got to Give (1962). Lors d'une interview avec MTV, Carey parle de cela :

« Ce clip est totalement et complètement inspiré de Something's Got to Give, le dernier film de Marilyn Monroe, qui n'a jamais été terminé. C'est un hommage car personne n'a voulu le refaire. Trop de gens ont imité des gestes classiques de Marilyn, mais c'est juste parce que je suis fan d'elle et je pense que c'est vraiment beau la piscine la nuit. Personne ne pourra être aussi connu que Marilyn, mais c'est un honneur et un hommage pour elle. »

### Synopsis
Le clip montre deux histoires alternatives : la première avec Carey dans le présent, éplorée et avec plein de remords sur leur séparation, tandis que la deuxième remémore les souvenirs qu'elle partageait avec son ami. La vidéo commence au moment où Carey, qui porte une blouse marron, est assise dans un canapé dans une belle maison. Lorsque la chanson commence, elle se lève et marche dans son salon tout en se souvenant et en se lamentant de sa relation. Son premier souvenir fait surface et on la voit sur un terrain de football avec son ami. On retourne ensuite dans le présent et la retrouve vêtue d'un sweat blanc. Alors que ses souvenirs refont surface, on les revoit ensemble sur le terrain de football, en train de se caresser et s'embrasser. Puis on retrouve Carey dans le présent, en train de nager dans la piscine et poser sa jambe sur le rebord comme Marilyn Monroe dans Something's Got to Give (1962). C'est alors qu'un autre souvenir revient, celui où le couple s'amuse dans la piscine. Durant le pont de la chanson, on la voit à la fois dans sa maison et dans une voiture en compagnie de son ami. La vidéo se termine quand Carey se retrouve seule dans la voiture avec la veste de son ami.

## Remixes
Le remix principal de Don't Forget About Us est produit par Jermaine Dupri et connu sous le nom Mr. Dupri mix. Il met en vedette les rappeurs Juelz Santana, Krayzie Bone et Layzie Bone. Le Mr. Dupri mix est téléchargeable sur l'iTunes Music Store avec plusieurs remixes dance (de Ralphi Rosario et Craig J., Quentin Harris et Tony Morran avec Warren Rigg). En janvier 2007, un nouveau remix intitulé Desert Storm, produit par DJ Clue (qui a aussi remixé We Belong Together et Shake It Off), en collaboration avec Fabolous et Styles P., est envoyée aux radios. Ce remix apparaît sur l'album de DJ Clue, The Professional, Pt. 3. Un clip réalisé pour le remix est disponible sur le Myspace de DJ Clue ; on y voit un film de Carey, DJ Clue et Fabolous dans le studio.

## Interprétations scéniques

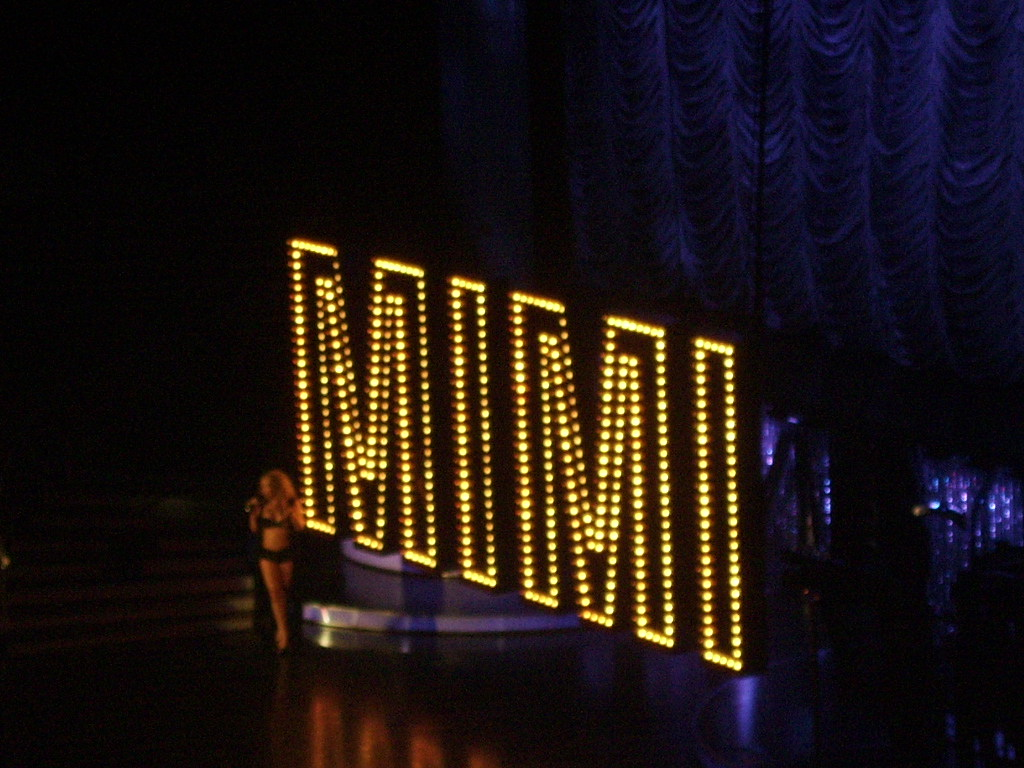
Carey lors de la tournée The Adventures of Mimi Tour.

Carey interprète Don't Forget About Us lors de plusieurs apparitions télévisées et tournées. Le 15 novembre 2005, Chicago Tribune annonce que Carey pourrait chanter à la mi-temps du match de Thanksgiving entre les Detroit Lions et les Atlanta Falcons. Le 24, Carey interprète Shake It Off et son nouveau single, Don't Forget About Us. Le 22 novembre 2005, Carey ouvre la 33e cérémonie des American Music Awards qui ont lieu au Shrine Auditorium de Los Angeles. Elle apparaît sur scène avec « une robe fendue à la taille, pailletée et argentée avec de fines bretelles » et chante Don't Forget About Us avant de recevoir le premier prix de la soirée. Dave West de Digital Spy la décrit comme une « prestation torride » où Carey « enthousiasme » le public avec son interprétation. Un mois plus tard, elle célèbre le nouvel an à la télévision au Times Square Ball drop à New York. L'évènement, intitulé Dick Clark's New Year's Rockin' Eve with Ryan Seacrest, est diffusé sur ABC à 22 heures le 31 décembre et elle y interprète une sélection de plusieurs singles,,.
Lors de la tournée The Adventures of Mimi Tour, Carey chante Don't Forget About Us au Madison Square Garden avec un bikini noir. Elle commence en remerciant ses fans pour en avoir fait « son 17e numéro un ». Quatre ans plus tard, durant Angels Advocate Tour, elle n'a pas interprété la chanson lors des premiers concerts. À Los Angeles, elle dit qu'elle a oublié la chanson jusqu'à cette nuit : « J'ai oublié cette chanson toute la tournée et je ne sais pas pourquoi. C'est drôle que j'ai pu l'oublier avec un titre pareil ». Habillée d'une « robe courte moulante et au bas évasé » lors de la première partie, Carey interprète la chanson en quatrième position.

## Versions
| CD single européen 1 1. Don't Forget About Us 2. Don't Forget About Us (Remix featuring Juelz Santana & Bone Thugs-N-Harmony) CD single européen 2 1. Don't Forget About Us (Radio Edit) 2. Don't Forget About Us (Ralphi Rosario & Craig J. Martini At Xo Vocal Edit) CD single australien 1. Don't Forget About Us (Album Version) 2. Don't Forget About Us (Quentin Harris Vocal Mix) 3. Don't Forget About Us (Ralphi Rosario & Craig J. Martini Vocal) 4. Don't Forget About Us (Ralphi Rosario & Craig J. Anthomic Vocal Mix) 5. Don't Forget About Us (Tony Moran & Warren Rigg Dancefloor Anthem) | CD maxi single européen 1. Don't Forget About Us 2. Don't Forget About Us (Ralphi Rosario & Craig J. Anthomic Vocal Mix) 3. Don't Forget About Us (Tony Moran Mix) 4. Don't Forget About Us (Video) CD maxi single britannique 1. Don't Forget About Us (Radio Edit) 2. Don't Forget About Us (Tony Moran & Warren Rigg Dancefloor Anthem Remix) 3. Shake It Off (Remix featuring Jay-Z and Young Jeezy) |

## Crédits
Crédits issus de l'album The Emancipation of Mimi
- Mariah Carey – auteur, productrice, chanteuse
- Jermaine Dupri – auteur, producteur
- Bryan Michael Cox – auteur, producteur
- Johntà Austin – auteur
- Brian Garten – enregistrement

## Classements et certifications
| Pays                                       | Position | Certification |
| ------------------------------------------ | -------- | ------------- |
| Allemagne                                  | 31       | –             |
| Australie                                  | 12       | –             |
| Autriche                                   | 61       | –             |
| Belgique (Nl)                              | 1        | –             |
| Belgique (Fr)                              | 2        | –             |
| Finlande                                   | 1        | –             |
| Irlande                                    | 25       | –             |
| Italie                                     | 11       | –             |
| Nouvelle-Zélande                           | 12       | –             |
| Pays-Bas                                   | 4        | –             |
| Royaume-Uni                                | 11       | –             |
| Suisse                                     | 19       | –             |
| États-Unis Billboard Hot 100               | 1        | Or            |
| États-Unis Billboard Hot Dance Club Songs  | 1        | Or            |
| États-Unis Billboard Hot R&B/Hip-Hop Songs | 1        | Or            |

| Pays                                       | Position | Année | Période   |
| ------------------------------------------ | -------- | ----- | --------- |
| Australie                                  | 89       | 2006  | 2005-2006 |
| États-Unis Billboard Hot 100               | 50       | 2006  | 2005-2006 |
| États-Unis Billboard Hot R&B/Hip-Hop Songs | 21       | 2006  | 2005-2006 |
| États-Unis Pop 100                         | 44       | 2006  | 2005-2006 |

## Historique des sorties
| Pays             | Date             | Format               |
| ---------------- | ---------------- | -------------------- |
| Royaume-Uni      | 12 décembre 2005 | CD single            |
| États-Unis       | 13 décembre 2005 | CD single            |
| Allemagne        | 27 janvier 2006  | Téléchargement légal |
| France           | 27 janvier 2006  | Téléchargement légal |
| Italie           | 27 janvier 2006  | Téléchargement légal |
| Nouvelle-Zélande | 27 janvier 2006  | Téléchargement légal |
| Pays-Bas         | 27 janvier 2006  | Téléchargement légal |

## Compléments